# 키타가와 리오
키타가와 리오(일본어: 北川莉央 기타가와 리오[*], 2004년 3월 16일 ~ )는 일본의 여성 아이돌 그룹 모닝구무스메의 멤버. 연예사무소 업프런트 프로모션 소속. 도쿄도 출신.

## 출연

### 콘서트 · 라이브
- M-line Special 2023 ~Magical Wish~ (2023년 8월 6일, 덴키 빌 미라이 홀, 2회 공연) - 게스트로서 출연.

## 서적

### 솔로 사진집
- 1st 솔로 사진집「First Time」(2020년 11월 12일, 와니북스) ISBN 978-4-8470-8318-1
- 2nd 솔로 사진집「莉央 17th summer」(2021년 11월 6일, 와니북스) ISBN 978-4-8470-8392-1
- 3rd 솔로 사진집「18's Vacation」(2022년 11월 10일, 와니북스) ISBN 978-4-8470-8455-3
- 4th 솔로 사진집「Refreshing season」(2023년 8월 3일, 와니북스) ISBN 978-4-8470-8505-5
- 5th 솔로 사진집「20th proof」(2024년 10월 1일, 와니북스) ISBN 978-4-8470-8572-7

## 소속 유닛
- 모닝구무스메 (2019년 ~ )